# Emma George
Emma George, född 1 november 1974, Beechworth i Victoria i Australien, är en australiensisk före detta friidrottare som tävlade i stavhopp.
Emma satte sammanlagt tolv världsrekord mellan 1995 och 1999. Det första världsrekordet som hon satte löd på höjden 4,25 meter och slogs den 30 november 1995. Hennes sista världsrekord var på 4,60 meter och sattes den 20 februari 1999.
Trots hennes dominans när det gällde världsrekord hade hon svårt att lyckas i mästerskap. Hon vann guld vid Samväldesspelen 1998 och hon blev silvermedaljör vid inomhus-VM 1997 i Paris. Hon deltog även vid VM 1999 men slutade då först på en 14:e plats. Vid Olympiska sommarspelen 2000 i Sydney blev hon utslagen redan i kvaltävlingen. 

## Världsrekord
- 4,25 m - Melbourne, Australien 30 november 1995
- 4,28 m - Perth, Australien 17 december 1995
- 4,30 m - Perth, Australien 28 januari 1996
- 4,41 m - Perth, Australien 28 januari 1996
- 4,42 m - Reims, Frankrike 29 juni 1996
- 4,45 m - Sapporo, Japan 14 juli 1996
- 4,50 m - Melbourne, Australien 8 februari 1997
- 4,55 m - Melbourne, Australien 20 februari 1997
- 4,57 m - Auckland, Nya Zeeland 20 februari 1998
- 4,58 m - Melbourne, Australien 14 mars 1998
- 4,59 m - Brisbane, Australien 21 mars 1998
- 4,60 m - Sydney, Australien 20 februari 1999